# Politechnika Turyńska
Politechnika Turyńska (wł. Politecnico di Torino) – włoska publiczna uczelnia wyższa.

## Historia
Politechnika Turyńska została założona w 1906 roku, ale nawiązuje do tradycji Technicznej Szkoły Inżynierskiej Scuola di Applicazione per gli Ingegneri, funkcjonującej w Turynie od 1859 roku. Techniczna Szkoła Inżynierska została założona na mocy tzw. prawa Casatiego (od nazwiska Gabrio Casatiego), definiującego wówczas szkolnictwo. Nowo utworzona uczelnia otrzymała rezydencję Castello del Valentino jako swoją siedzibę. W 1906 roku na bazie uczelni została ustanowiona Królewska Politechnika Turyńska (Regio Politecnico di Torino).  Z przymiotnika "Królewska" zrezygnowano po ustanowieniu Republiki po II wojnie światowej. 

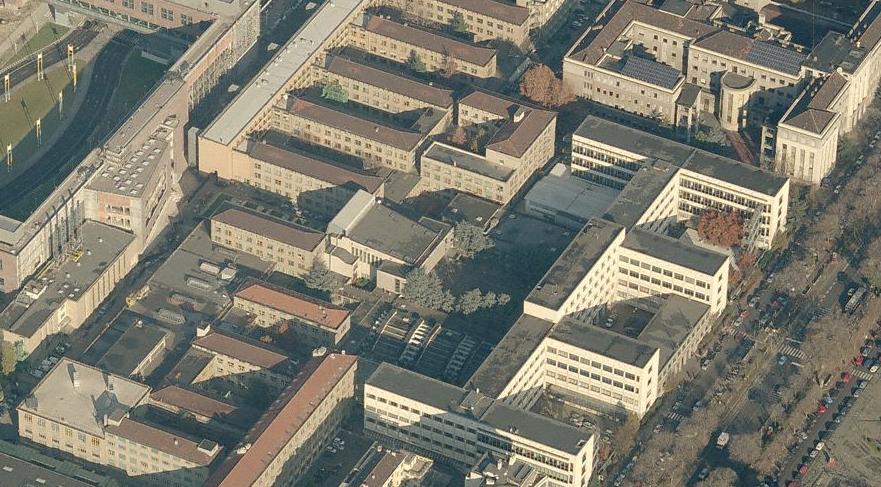
Budynki przy Corso Duca degli Abruzzi

W 1958 roku otwarto nowy kompleks budynków akademickich przy ulicy Corso Duca degli Abruzzi. 

## Struktura organizacyjna
W skład uczelni wchodzą następujące jednostki organizacyjne:
- Wydział Nauk Stosowanych i Technologii
- Wydział Architektury i Wzornictwa
- Wydział Inżynierii Komputerowej i Sterowania
- Wydział Elektroniki i Telekomunikacji
- Wydział Energetyki
- Wydział Inżynierii Środowiska i Infrastruktury
- Wydział Inżynierii Produkcji i Zarządzania
- Wydział Nauk Matematycznych
- Wydział Inżynierii Mechanicznej i Lotniczej
- Wydział Studiów  i Planowania Regionalnego i Urbanistycznego
- Wydział Inżynierii Strukturalnej, Geotechnicznej i Budowlanej
- Wydział Budownictwa i Architektury